# MIM-14 나이키 허큘리스
MIM-14 나이키 허큘리스(Nike-Hercules, 최초 제식명 SAM-N-25)는 미국에서 개발한 고체 연료 추진 방식의 고고도 및 중고도 지대공 미사일로 나이키 에이젝스 지대공미사일의 후속 미사일이다.

## 역사
냉전 당시 적의 폭격기를 요격할 목적으로 개발되었다가, 후에는 적의 탄도 미사일 요격도 목표를 두고 개발되었다. 미국 최초의 탄도탄 요격 미사일(ABM)이며 ICBM 탄도 미사일에 대한 요격기능 때문에, SALT I 조약에 의해 규제되었다. 지대지 미사일로도 사용되었다. 웨스턴 일렉트릭, 벨 연구소, 더글러스 에어크래프트가 주요 계약자였다.

## 디자인
부스터는 4개의 고체로켓을 묶은 것이며, 하나의 추력은 25톤이다. 4개 묶어서 100톤 추력을 낸다.

## 배치와 퇴역

### 미국
본토 방공망으로 사용하던 나이키 미사일을 1974년 4월부터 1979년 플로리다주와 알래스카주의 포대를 끝으로 모두 퇴역시켰고, 패트리어트 미사일로 대체하였다.

### 유럽
1963년 서독을 시작으로 네덜란드, 벨기에, 그리스 등에 판매되었다. 고고도 대공방어를 위해 1980년대 후반까지 운용하였으며 이후 패트리어트 미사일로 대체되었다. 패트리어트 미사일 배치 이전에는 유럽에서 최전방 대공방어 임무에 사용되었다.

### 일본
1970년 일본에 수출되어 미쓰비시 중공업이 라이센스 생산하였으며 일본에서 라이센스 생산한 나이키 미사일을 특별히 나이키 J 미사일이라고 부른다. 나이키 J 미사일은 진공관을 트랜지스터로 교체한 향상된 내부 항법장치를 가지고 있다.

### 대한민국
대한민국에는 무상공여되었으며, 1970년대 도입된 이래 몇번의 개량을 거쳐 MIM-23 호크와 함께 주력 지대공 미사일로 사용하였으나 2008년부터 SAM-X 사업을 통해 패트리어트 미사일을 들여와 나이키 미사일을 대체하고 현재의 나이키 미사일은 패트리어트 미사일의 배치에 따라 임무가 종료되었다.
대한민국은 나이키 허큘리스 지대공 미사일을 기반으로 지대지 미사일인 현무 미사일을 자체 개발했다.

## 특징
| 항목            | 내용 |
| --------------- | --- |
| 길이            | 12.53 m overall 8.18 m second stage                                                                                    |
| 직경            | 0.80 m booster 0.53 m second stage                                                                                     |
| 수직안정판 길이 | 3.50 m booster 2단계 1.88 m                                                                                            |
| 무게            | 본체 2,505 kg (5,530 lb), 부스터 2,345 kg (5,180 lb)                                                                   |
| 최고 속도       | 마하 3.65 (ca. 4 470 km/h)                                                                                             |
| 사거리          | 지대공 155 킬로미터, 지대지 183 킬로미터                                                                               |
| 최대 상승 고도  | 45,700 m |
| 1단계           | Hercules M42 고체 연료 로켓 (4x M5E1 Nike boosters) 978 kN (220,000 lbf) total                                         |
| 2단계           | Thiokol M30 고체 연료 로켓 44.4 kN (10,000 lbf)                                                                        |
| 재래식 탄두     | T-45 HE warhead weighing 1106 lb (500 킬로그램) and containing 600 lbs (272 킬로그램) of HBX-6 M17 blast-fragmentation |
| 핵탄두          | W-31 nuclear 2 kt (M-97) 20 kt (M-22) 40 kt (M-23)                                                                     |

- 최근 지상발사 미사일에는 잘 사용되지 않는 2단 추진 방식이다.
- 수직 발사식으로, 일단 상승한 이후 목표까지 탄도 비행으로 접근한다.
- 좌표를 입력해 지상의 목표를 공격할 수 있는 지대지 모드(지대공 모드에서 전환하는데 15분이 걸림)가 있다.
- 핵탄두를 장착할 수 있으나 대한민국에서는 고려되고 있지 않다.

나이키 허큘리스는 베트남 전쟁 동안에, 유효 사정거리가 비슷한 소련의 SA-2 미사일과 비교된다.

## 운용 국가
2008년 현재 운용중
1. 중화민국
2. 그리스
3. 튀르키예

과거 사용
1. 대한민국
2. 미국
3. 일본 나이키 J 미사일을 라이센스 생산

## 사진

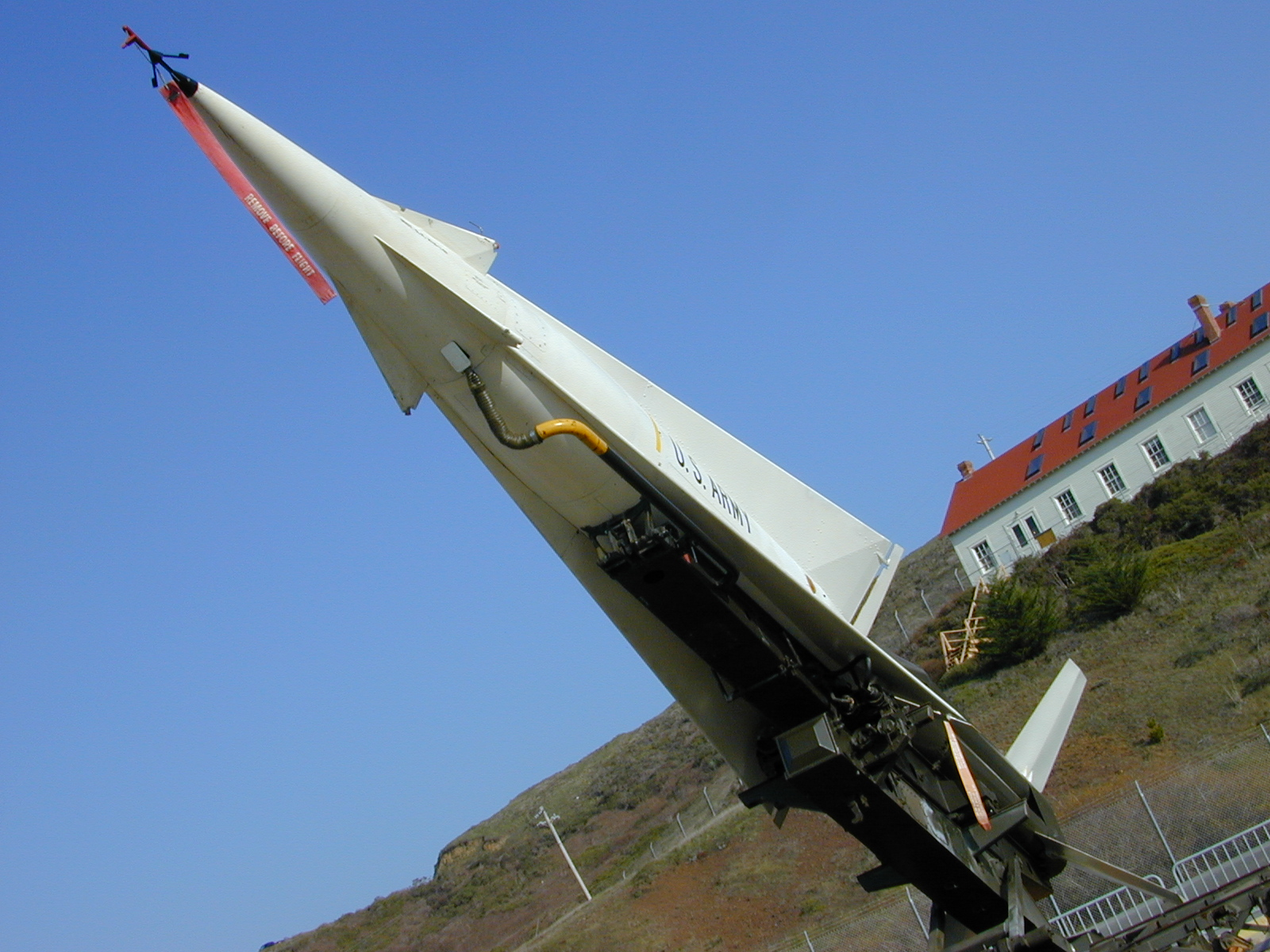
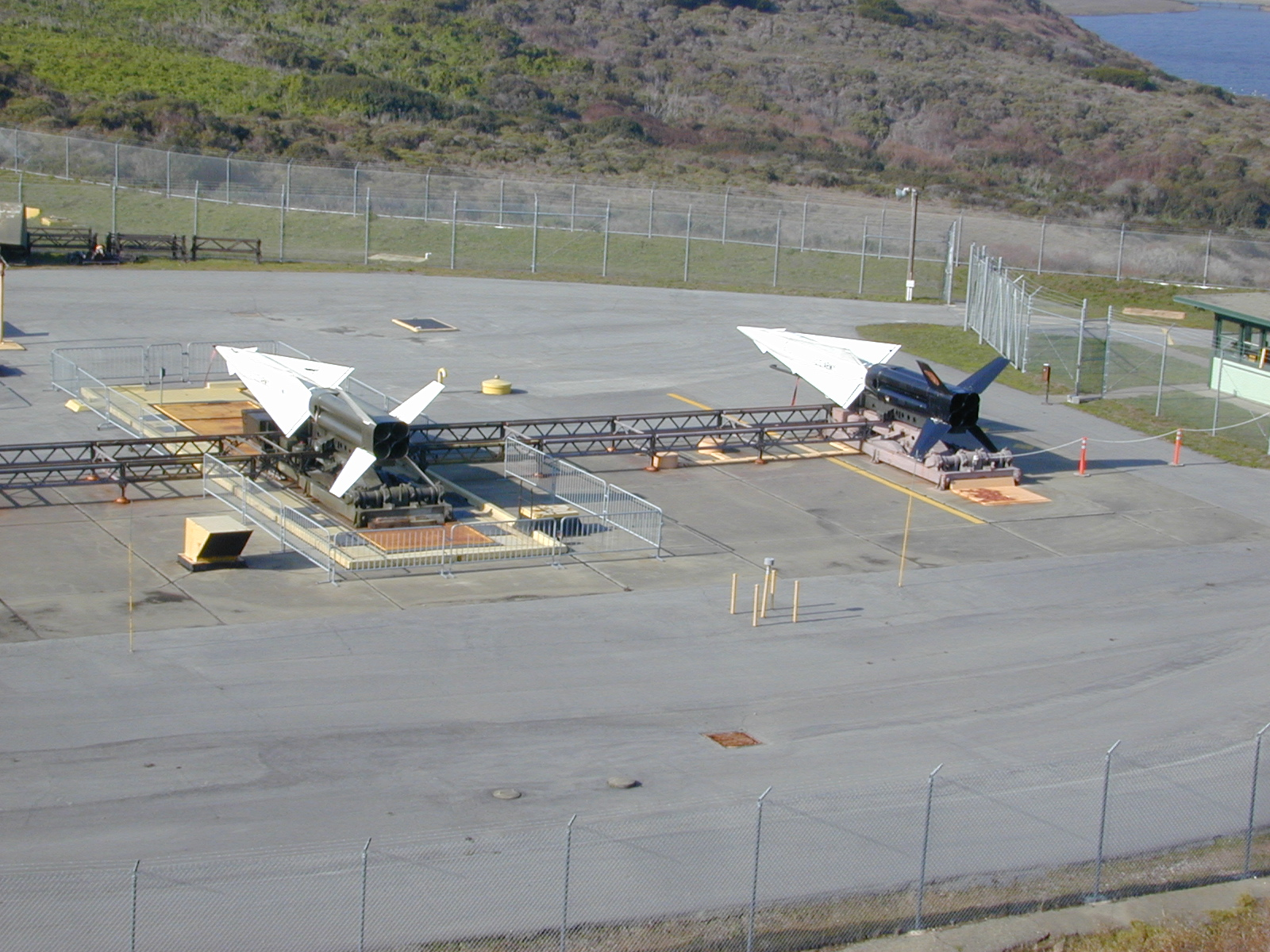
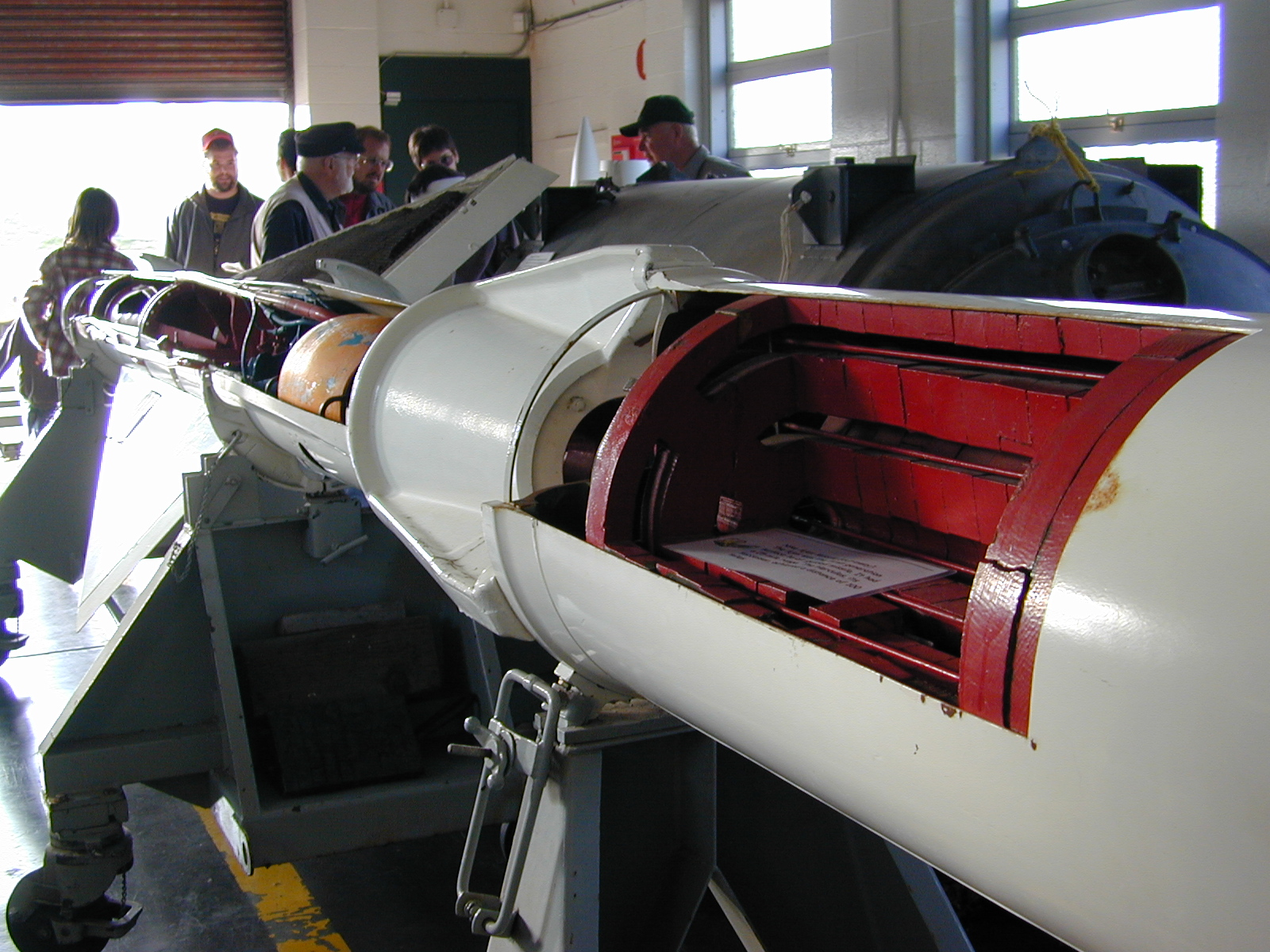
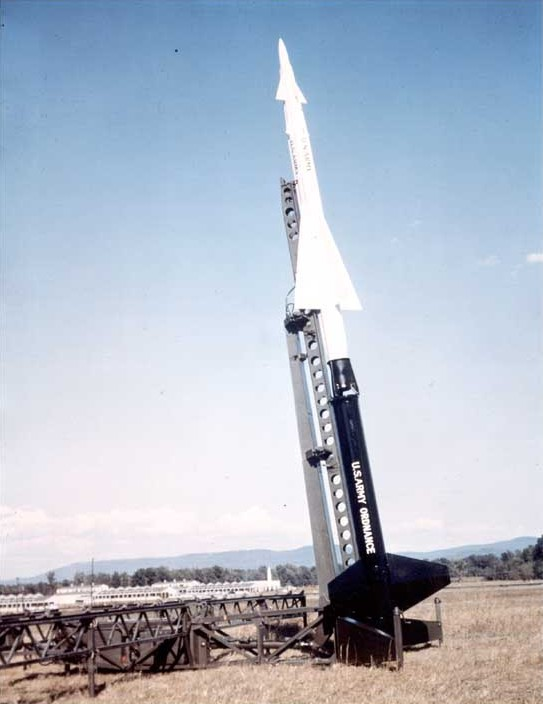
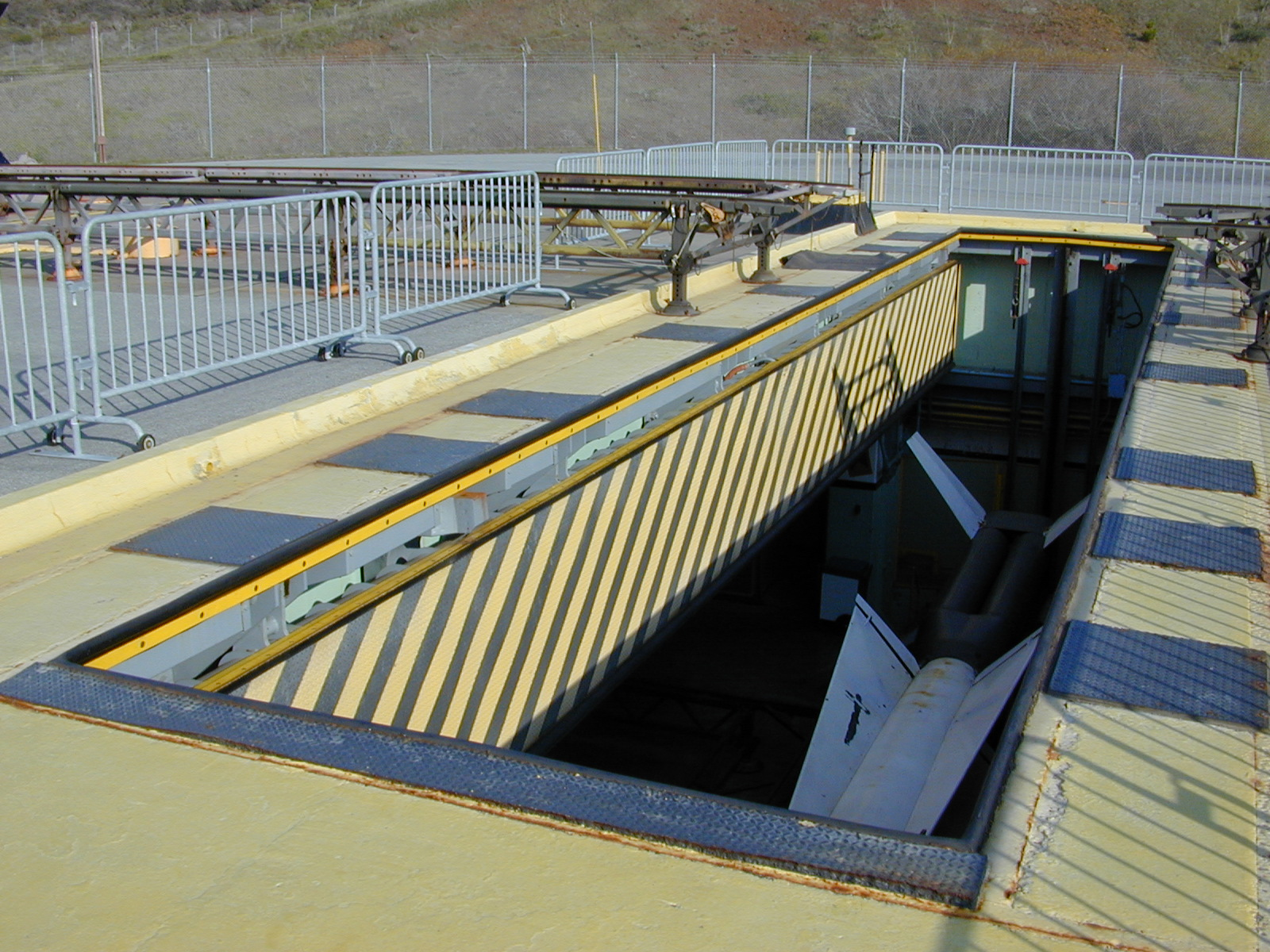
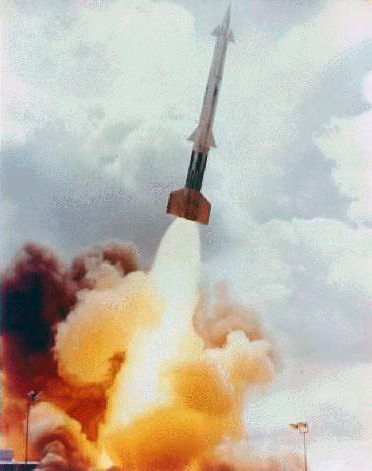

## 같이 보기
- 미사일 목록
- 나이키 프로젝트
- W31 핵탄두
- 패트리어트 미사일
- 현무 미사일
- SAM-X
- KM-SAM
- NMD
- 미사일 방어